# D'Amico Utensilnord
D'Amico Bottecchia is een wielerploeg die een Italiaanse licentie heeft. De ploeg bestaat sinds 2014. D'Amico Bottecchia komt uit in de continentale circuits van de UCI. Ivan De Paolis is de manager van de ploeg. De rennerskern bestaat voornamelijk uit Italiaanse renners.

## Bekende (oud-)renners
- Massimo Codol (2014)
- Andrea Pasqualon (2014)
- Paolo Ciavatta (2014-heden)
- Antonino Parrinello (2015-heden)